# Disa sankeyi
Disa sankeyi är en orkidéart som beskrevs av Robert Allen Rolfe. Disa sankeyi ingår i släktet Disa och familjen orkidéer. Inga underarter finns listade i Catalogue of Life.